# Biathlon na Zimowych Igrzyskach Olimpijskich 2006 – bieg pościgowy kobiet
Bieg pościgowy kobiet podczas Zimowych Igrzysk Olimpijskich 2006 odbył się 18 lutego w Cesana San Sicario. Była to przedostatnia konkurencja kobiet podczas igrzysk. Do biegu zgłoszonych zostało sześćdziesiąt najlepszych zawodniczek biegu sprinterskiego.
Złoty medal zdobyła reprezentantka Niemiec, Kati Wilhelm, która spudłowała tylko raz – podczas trzeciego pobytu na strzelnicy. Srebrny medal wywalczyła inna Niemka – Martina Glagow, która musiała przebiec dwie karne rundy czyli dodatkowe 300 metrów. Na najniższym stopniu podium stanęła reprezentantka Rosji, Albina Achatowa.

## Tło
Bieg pościgowy kobiet na Zimowych Igrzyskach Olimpijskich 2006 w Turynie był piątą tego rodzaju konkurencją w sezonie 2005/2006. W tej konkurencji zawodniczki wcześniej rywalizowały podczas zawodów w szwedzkim Östersund, słowackim Breznie, niemieckim Ruhpolding oraz we włoskiej Anterselvie. W pierwszym biegu zwyciężyła reprezentantka Rosji Olga Zajcewa, która wyprzedziła Niemki Kati Wilhelm i Andre Henkel. W kolejnych zawodach w Brezno-Osrblie triumfowała Szwedka Anna Carin Olofsson. Dwa kolejne miejsca zajęły, podobnie jak w poprzednich zawodach, Niemki – tym razem były to Kati Wilhelm oraz Uschi Disl. Niecały miesiąc później odbyły się zawody w Ruhpolding, podczas których triumfowała Norweżka Liv Grete Poirée. Drugie miejsce ponownie wywalczyła Kati Wilhelm, a trzecie – Rosjanka Albina Achatowa. Ostatnie zawody w tej konkurencji w Pucharze Świata miały miejsce w Anthozl-Anterselvie. Wtedy wygrała Kati Wilhelm przed Francuzką Sandrin Bailly i Albiną Achatową.
Tytuł podczas Zimowych Igrzysk Olimpijskich 2002 wywalczyła Rosjanka Olga Miedwiedcewa, która na igrzyskach w Turynie wystartowała jedynie w biegu indywidualnym, po którym została zdyskwalifikowana. Srebrny medal w Salt Lake City zdobyła Kati Wilhelm, zaś brązowy – Bułgarka Irina Nikułczina. Mistrzostwo świata w tej konkurencji w 2005 roku wywalczyła Niemka Uschi Disl. Drugie miejsce podczas mistrzostw w Hochfilzen zajęła Chinka Liu Xianying a trzecie – Rosjanka Olga Zajcewa.
| data                                                     | miejscowość                                  | zwyciężczyni                                 | zwyciężczyni                                 | druga                                        | druga                                        | trzeca                                       | trzeca                                       | źródło                                       |
| data                                                     | miejscowość                                  | wynik                                        | p. strata                                    | wynik                                        | p. strata                                    | wynik                                        | p. strata                                    | źródło                                       |
| Wyniki biegu pościgowego w sezonie 2005/2006             | Wyniki biegu pościgowego w sezonie 2005/2006 | Wyniki biegu pościgowego w sezonie 2005/2006 | Wyniki biegu pościgowego w sezonie 2005/2006 | Wyniki biegu pościgowego w sezonie 2005/2006 | Wyniki biegu pościgowego w sezonie 2005/2006 | Wyniki biegu pościgowego w sezonie 2005/2006 | Wyniki biegu pościgowego w sezonie 2005/2006 | Wyniki biegu pościgowego w sezonie 2005/2006 |
| -------------------------------------------------------- | -------------------------------------------- | -------------------------------------------- | -------------------------------------------- | -------------------------------------------- | -------------------------------------------- | -------------------------------------------- | -------------------------------------------- | -------------------------------------------- |
| 26 listopada                                             | Östersund                                    | Olga Zajcewa                                 | Olga Zajcewa                                 | Kati Wilhelm                                 | Kati Wilhelm                                 | Andrea Henkel                                | Andrea Henkel                                | [ 1 ]                                        |
| 26 listopada                                             | Östersund                                    | 32:27,2 (2)                                  | +0:29                                        | 32:40,5 (0)                                  | +1:15                                        | 32:41,2 (1)                                  | +1:04                                        | [ 1 ]                                        |
| 18 grudnia                                               | Brezno-Osrblie                               | Anna Carin Zidek                             | Anna Carin Zidek                             | Kati Wilhelm                                 | Kati Wilhelm                                 | Uschi Disl                                   | Uschi Disl                                   | [ 2 ]                                        |
| 18 grudnia                                               | Brezno-Osrblie                               | 32:01,7 (3)                                  | +0:00                                        | 33:06,8 (2)                                  | +0:54                                        | 33:34,0 (3)                                  | +1:28                                        | [ 2 ]                                        |
| 15 stycznia                                              | Ruhpolding                                   | Liv Grete Poirée                             | Liv Grete Poirée                             | Kati Wilhelm                                 | Kati Wilhelm                                 | Albina Achatowa                              | Albina Achatowa                              | [ 3 ]                                        |
| 15 stycznia                                              | Ruhpolding                                   | 34:41,8 (2)                                  | +0:30                                        | 34:41,9 (3)                                  | +0:01                                        | 35:05,7 (0)                                  | +0:32                                        | [ 3 ]                                        |
| 21 stycznia                                              | Antholz-Anterselva                           | Kati Wilhelm                                 | Kati Wilhelm                                 | Sandrine Bailly                              | Sandrine Bailly                              | Albina Achatowa                              | Albina Achatowa                              | [ 4 ]                                        |
| 21 stycznia                                              | Antholz-Anterselva                           | 33:02,5 (2)                                  | +0:00                                        | 33:27,6 (3)                                  | +0:03                                        | 33:54,5 (0)                                  | +0:25                                        | [ 4 ]                                        |
| Wyniki biegu pościgowego na Mistrzostwach Świata 2005    |                                              |                                              |                                              |                                              |                                              |                                              |                                              |                                              |
| 6 marca                                                  | Hochfilzen                                   | Uschi Disl                                   | Uschi Disl                                   | Liu Xianying                                 | Liu Xianying                                 | Olga Zajcewa                                 | Olga Zajcewa                                 | [ 7 ]                                        |
| 6 marca                                                  | Hochfilzen                                   | 33:32,5 (4)                                  | +0:00                                        | 33:50,4 (4)                                  | +0:35                                        | 34:13,1 (4)                                  | +0:04                                        | [ 7 ]                                        |
| Wyniki biegu pościgowego na Igrzyskach Olimpijskich 2002 |                                              |                                              |                                              |                                              |                                              |                                              |                                              |                                              |
| 16 lutego                                                | Salt Lake City/Soldier Hollow                | Olga Miedwiedcewa                            | Olga Miedwiedcewa                            | Kati Wilhelm                                 | Kati Wilhelm                                 | Irina Nikułczina                             | Irina Nikułczina                             | [ 6 ]                                        |
| 16 lutego                                                | Salt Lake City/Soldier Hollow                | 31:07,7 (1)                                  | +1:03                                        | 31:13,0 (4)                                  | +0:00                                        | 31:15,8 (2)                                  | +1:16                                        | [ 6 ]                                        |

## Lista startowa
Opracowano na podstawie materiału źródłowego:
Do biegu zakwalifikowane zostały najlepsze zawodniczki z biegu sprinterskiego. Sześćdziesiąt zawodniczek startowało zgodnie z różnicami czasowymi uzyskanymi w poprzedniej konkurencji. Zawodniczki wyruszały na trasę z trzech "linii", określanych blokami startowymi.
Lista startowa biegu pościgowego:
| Nr  | Zawodniczka                 | Państwo           | Start   | Start   | Start   |
| Nr  | Zawodniczka                 | Państwo           | Linia 1 | Linia 2 | Linia 3 |
| --- | --------------------------- | ----------------- | ------- | ------- | ------- |
| 1.  | Florence Baverel-Robert     | Francja           | +0:00   |         |         |
| 2.  | Anna Carin Zidek            | Szwecja           |         | +0:02   |         |
| 3.  | Lilija Jefremowa            | Ukraina           |         |         | +0:07   |
| 4.  | Albina Achatowa             | Rosja             | +0:09   |         |         |
| 5.  | Ołena Zubryłowa             | Białoruś          |         | +0:09   |         |
| 6.  | Sandrine Bailly             | Francja           |         |         | +0:12   |
| 7.  | Kati Wilhelm                | Niemcy            | +0:18   |         |         |
| 8.  | Olga Nazarowa               | Białoruś          |         | +0:22   |         |
| 9.  | Olga Zajcewa                | Rosja             |         |         | +0:34   |
| 10. | Swietłana Iszmuratowa       | Rosja             | +0:39   |         |         |
| 11. | Liu Xianying                | Chiny             |         | +0:48   |         |
| 12. | Liv Grete Poirée            | Norwegia          |         |         | +0:49   |
| 13. | Michela Ponza               | Włochy            | +0:56   |         |         |
| 14. | Delphyne Peretto            | Francja           |         | +1:00   |         |
| 15. | Teja Gregorin               | Słowenia          |         |         | +1:00   |
| 16. | Martina Halinárová          | Słowacja          | +1:01   |         |         |
| 17. | Martina Glagow              | Niemcy            |         | +1:05   |         |
| 18. | Diana Rasimovičiūtė         | Litwa             |         |         | +1:17   |
| 19. | Linda Tjørhom               | Norwegia          | +1:17   |         |         |
| 20. | Magdalena Gwizdoń           | Polska            |         | +1:23   |         |
| 21. | Sun Ribo                    | Chiny             |         |         | +1:26   |
| 22. | Katrin Apel                 | Niemcy            | +1:34   |         |         |
| 23. | Tora Berger                 | Norwegia          |         | +1:34   |         |
| 24. | Kong Yingchao               | Chiny             |         |         | +1:36   |
| 25. | Krystyna Pałka              | Polska            | +1:36   |         |         |
| 26. | Nathalie Santer             | Włochy            |         | +1:38   |         |
| 27. | Soňa Mihoková               | Słowenia          |         |         | +1:39   |
| 28. | Madara Līduma               | Łotwa             | +1:40   |         |         |
| 29. | Marcela Pavkovčeková        | Słowacja          |         | +1:40   |         |
| 30. | Sylvie Becaert              | Francja           |         |         | +1:42   |
| 31. | Tadeja Brankovič            | Słowenia          | +1:43   |         |         |
| 32. | Lenka Faltusová             | Czechy            |         | +1:46   |         |
| 33. | Ekaterina Dafowska          | Bułgaria          |         |         | +1:52   |
| 34. | Uschi Disl                  | Niemcy            | +1:58   |         |         |
| 35. | Rachel Steer                | Stany Zjednoczone |         | +1:58   |         |
| 36. | Irina Nikułczina            | Bułgaria          |         |         | +1:59   |
| 37. | Jekatierina Iwanowa         | Białoruś          | +1:59   |         |         |
| 38. | Anna Murínová               | Słowacja          |         | +2:01   |         |
| 39. | Kateřina Holubcová          | Czechy            |         |         | +2:02   |
| 40. | Gro Marit Istad-Kristiansen | Norwegia          | +2:03   |         |         |
| 41. | Natalia Lewczenkowa         | Mołdawia          |         | +2:03   |         |
| 42. | Ludmiła Anańka              | Białoruś          |         |         | +2:05   |
| 43. | Zdeňka Vejnarová            | Czechy            | +2:15   |         |         |
| 44. | Ołena Petrowa               | Ukraina           |         | +2:21   |         |
| 45. | Alexandra Rusu              | Rumunia           |         |         | +2:21   |
| 46. | Pawlina Filipowa            | Bułgaria          | +2:22   |         |         |
| 47. | Eveli Saue                  | Estonia           |         | +2:24   |         |
| 48. | Dana Plotogea               | Rumunia           |         |         | +2:30   |
| 49. | Oksana Chwostenko           | Ukraina           | +2:39   |         |         |
| 50. | Nina Łemesz                 | Ukraina           |         | +2:42   |         |
| 51. | Ikuyo Tsukidate             | Japonia           |         |         | +2:46   |
| 52. | Anna Lebiediewa             | Kazachstan        | +2:50   |         |         |
| 53. | Katja Haller                | Włochy            |         | +2:51   |         |
| 54. | Hou Yuxia                   | Chiny             |         |         | +2:54   |
| 55. | Dijana Grudiček             | Słowenia          | +2:57   |         |         |
| 56. | Magdalena Nykiel            | Polska            |         | +3:01   |         |
| 57. | Saskia Santer               | Włochy            |         |         | +3:11   |
| 58. | Radka Popowa                | Bułgaria          | +3:30   |         |         |
| 59. | Andreja Mali                | Słowenia          |         | +3:31   |         |
| 60. | Anžela Brice                | Łotwa             |         |         | +3:32   |

## Przebieg rywalizacji
Opracowano na podstawie materiału źródłowego:
Bieg pościgowy kobiet na Zimowych Igrzyskach Olimpijskich 2006 rozpoczął się 18 lutego o godzinie 12:30 czasu środkowoeuropejskiego, a zakończył o godzinie 13:17. Do zawodów przystąpiło 58 z 60 zakwalifikowanych zawodniczek. Każda z nich miała za zadanie przebiec 10 km, na które składało się pięć dwukilometrowych okrążeń. Po pierwszej i drugiej rundzie biegowej odbywało się strzelanie w pozycji leżącej, zaś po trzecim i czwartym okrążeniu – strzelanie w pozycji stojącej. Po każdym nietrafionym strzale zawodniczka musiała pokonać dodatkowe 150 metrów.

### Pierwsze okrążenie
Liderką po pierwszym strzelaniu była Kati Wilhelm. Reprezentantka Niemiec oddała pięć celnych strzałów i z czasem 7 minut i 48,7 sekundy wyprzedzała o 12,3 sekundy Ukrainkę Liliję Jefremową. Za Ukrainką o 0,5 sekundy znajdowała się Francuzka Sandrine Bailly. Łącznie 26 zawodniczek strzelało bezbłędnie. Najgorzej na strzelnicy wypadły Włoszki i Słowaczka. Nathalie Santer, Katja Haller oraz Soňa Mihoková pudłowały trzy razy.
Pierwszych dziesięć zawodniczek po pierwszym strzelaniu:
| Lp. | Zawodniczka             | Reprezentacja | Czas (min) | Strata  | Liczba rund karnych |
| --- | ----------------------- | ------------- | ---------- | ------- | ------------------- |
| 1.  | Kati Wilhelm            | Niemcy        | 7:48,7     |         | 0                   |
| 2.  | Lilija Jefremowa        | Ukraina       | 8:01,0     | +12,3 s | 0                   |
| 3.  | Sandrine Bailly         | Francja       | 8:01,5     | +12,8 s | 0                   |
| 4.  | Albina Achatowa         | Rosja         | 8:03,2     | +14,5 s | 0                   |
| 5.  | Olga Nazarowa           | Białoruś      | 8:12,7     | +24,0 s | 0                   |
| 6.  | Anna Carin Zidek        | Szwecja       | 8:14,9     | +26,2 s | 1                   |
| 7.  | Florence Baverel-Robert | Francja       | 8:21,2     | +32,5 s | 1                   |
| 8.  | Swietłana Iszmuratowa   | Rosja         | 8:29,3     | +40,6 s | 0                   |
| 9.  | Ołena Zubryłowa         | Białoruś      | 8:34,8     | +46,1 s | 1                   |
| 10. | Liu Xianying            | Chiny         | 8:36,5     | +47,8 s | 0                   |

### Drugie okrążenie
Po drugim strzelaniu nadal prowadziła Kati Wilhelm. Niemka znowu nie popełniła błędu i wyprzedzała już o 33,8 sekundy znajdującą się na drugim miejscu Białorusinkę Olgę Nazarową, która także strzelała jak do tej pory bezbłędnie. Na trzecim miejscu plasowała się Rosjanka Albina Achatowa, która popełniła pierwszy błąd na strzelnicy i w wyniku tego traciła do Wilhelm już 1 minutę i 5,4 sekundy.
Pierwszych dziesięć zawodniczek po drugim strzelaniu:
| Lp. | Zawodniczka           | Reprezentacja | Czas (min) | Strata    | Liczba rund karnych |
| --- | --------------------- | ------------- | ---------- | --------- | ------------------- |
| 1.  | Kati Wilhelm          | Niemcy        | 15:09,5    |           | 0+0                 |
| 2.  | Olga Nazarowa         | Białoruś      | 15:43,3    | +33,8 s   | 0+0                 |
| 3.  | Albina Achatowa       | Rosja         | 16:14,9    | +1:05,4 s | 0+1                 |
| 4.  | Sandrine Bailly       | Francja       | 16:17,3    | +1:07,8 s | 0+1                 |
| 5.  | Lilija Jefremowa      | Ukraina       | 16:17,9    | +1:08,4 s | 0+1                 |
| 6.  | Sun Ribo              | Chiny         | 16:28,1    | +1:18,6 s | 0+0                 |
| 7.  | Liv Grete Poirée      | Norwegia      | 16:34,4    | +1:24,9 s | 1+0                 |
| 8.  | Anna Carin Zidek      | Szwecja       | 16:34,6    | +1:25,1 s | 1+2                 |
| 9.  | Swietłana Iszmuratowa | Rosja         | 16:36,7    | +1:27,2 s | 0+1                 |
| 10. | Michela Ponza         | Włochy        | 16:38,1    | +1:28,6 s | 0+0                 |

### Trzecie okrążenie
Pierwsze strzelanie w pozycji stojącej przyniosło także pierwszy błąd prowadzącej dotychczas Niemki Kati Wilhelm. Mimo to jej przewaga nad kolejnymi zawodniczkami wzrosła i wynosiła już 1 minutę i 8 sekund nad Francuzką Sandrine Bailly, która zajmowała drugą pozycję. Francuzka strzelała bezbłędnie, podobnie jak biegnąca tuż za nią Rosjanka Albina Achatowa. Pozycję medalową utraciła Olga Nazarowa, która oddała dwa niecelne strzały i zajmowała piątą pozycję. Po trzecim strzelaniu tylko Włoszka Michela Ponza i Mołdawianka Natalia Lewczenkowa nie popełniły żadnego błędu na strzelnicy. Dzięki temu zawodniczka z Mołdawii awansowała o osiemnaście pozycji.
Pierwszych dziesięć zawodniczek po trzecim strzelaniu:
| Lp. | Zawodniczka           | Reprezentacja | Czas (min) | Strata    | Liczba rund karnych |
| --- | --------------------- | ------------- | ---------- | --------- | ------------------- |
| 1.  | Kati Wilhelm          | Niemcy        | 22:53,8    |           | 0+0+1               |
| 2.  | Sandrine Bailly       | Francja       | 24:01,3    | +1:08,0 s | 0+1+0               |
| 3.  | Albina Achatowa       | Rosja         | 24:03,0    | +1:09,7 s | 0+1+0               |
| 4.  | Liv Grete Poirée      | Norwegia      | 24:09,7    | +1:16,4 s | 1+0+0               |
| 5.  | Olga Nazarowa         | Białoruś      | 24:18,8    | +1:25,5 s | 0+0+2               |
| 6.  | Martina Glagow        | Niemcy        | 24:19,4    | +1:26,1 s | 1+1+0               |
| 7.  | Michela Ponza         | Włochy        | 24:22,5    | +1:29,2 s | 0+0+0               |
| 8.  | Swietłana Iszmuratowa | Rosja         | 24:36,4    | +1:43,1 s | 0+1+1               |
| 9.  | Anna Carin Zidek      | Szwecja       | 24:36,6    | +1:43,3 s | 1+2+1               |
| 10. | Katrin Apel           | Niemcy        | 24:41,5    | +1:48,2 s | 0+1+0               |

### Czwarte okrążenie
Podczas ostatniego strzelania prowadząca Niemka strzelała bezbłędnie i pewnie prowadziła. Drugie miejsce zajmowała Albina Achatowa, a trzecie Niemka Martina Glagow. Obydwie strzelały bezbłędnie. Swoje szanse na medal straciła Francuzka Sandrine Bailly (2 pudła) oraz Norweżka Liv Grete Poirée (1 pudło), która po poprzednim strzelaniu zajmowała czwartą pozycję.
Pierwszych dziesięć zawodniczek po czwartym strzelaniu:
| Lp. | Zawodniczka           | Reprezentacja | Czas (min) | Strata    | Liczba rund karnych |
| --- | --------------------- | ------------- | ---------- | --------- | ------------------- |
| 1.  | Kati Wilhelm          | Niemcy        | 30:15,7    |           | 0+0+1+0             |
| 2.  | Albina Achatowa       | Rosja         | 31:40,8    | +1:25,1 s | 0+1+0+0             |
| 3.  | Martina Glagow        | Niemcy        | 31:48,7    | +1:33,0 s | 1+1+0+0             |
| 4.  | Swietłana Iszmuratowa | Rosja         | 32:10,6    | +1:54,9 s | 0+1+1+0             |
| 5.  | Michela Ponza         | Włochy        | 32:23,8    | +2:08,1 s | 0+0+0+1             |
| 6.  | Liv Grete Poirée      | Norwegia      | 32:29,0    | +2:13,3 s | 1+0+0+1             |
| 7.  | Olga Nazarowa         | Białoruś      | 32:34,9    | +2:19,2 s | 0+0+2+1             |
| 8.  | Lilija Jefremowa      | Ukraina       | 32:50,0    | +2:34,3 s | 0+1+2+0             |
| 9.  | Sandrine Bailly       | Francja       | 32:50,3    | +2:34,6 s | 0+1+0+2             |
| 10. | Liu Xianying          | Chiny         | 33:12,8    | +2:57,1 s | 0+2+1+0             |

### Piąte okrążenie

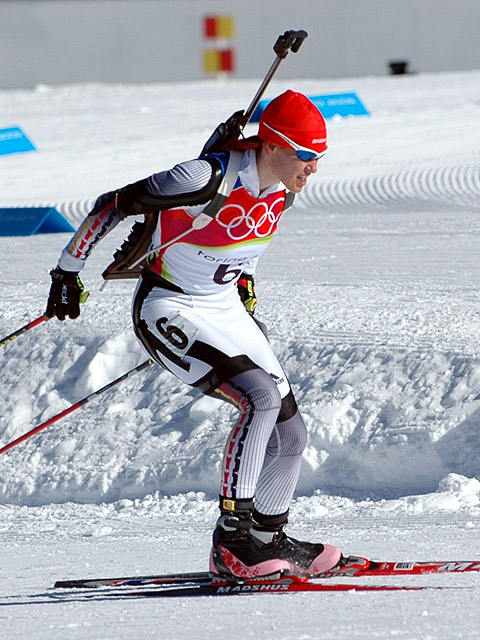
Zwyciężczyni biegu pościgowego – Kati Wilhelm

Po ostatnim strzelaniu większość miejsc była już ustalona ze względu na dzielące kolejne zawodniczki różnice czasowe. Od pierwszego strzelania do mety prowadziła Niemka Kati Wilhelm i to ona zdobyła mistrzostwo olimpijskie. Po wybiegnięciu ze strzelnicy drugą pozycję zajmowała Albina Achatowa, ale kolejna z zawodniczek – Martina Glagow traciła do niej niecałe osiem sekund. Niemka zdołała odrobić straty i to ona przybiegła do mety jako druga, a Rosjanka straciła do niej 7,8 sekundy. Kolejne lokaty zajęły Swietłana Iszmuratowa, Michela Ponza i Liv Grete Poirée. Na dziesiątym miejscu zawody ukończyła mistrzyni świata, Uschi Disl. Najlepszy czas biegu, po odjęciu czasu na strzelnicy oraz sekund potrzebnych do przebiegnięcia karnych rund, miała zwyciężczyni biegu – Kati Wilhelm.

## Wyniki końcowe
| Ranking | Nr | Zawodniczka                 | Reprezentacja     | Strzelanie  | Czas    | Strata  |
| ------- | -- | --------------------------- | ----------------- | ----------- | ------- | ------- |
| 01 !    | 7  | Kati Wilhelm                | Niemcy            | 1 (0+0+1+0) | 36:43,6 | —       |
| 02 !    | 17 | Martina Glagow              | Niemcy            | 2 (1+1+0+0) | 37:57,2 | +1:13,6 |
| 03 !    | 4  | Albina Achatowa             | Rosja             | 1 (0+1+0+0) | 38:05,0 | +1:21,4 |
| 4.      | 10 | Swietłana Iszmuratowa       | Rosja             | 2 (0+1+1+0) | 38:29,0 | +1:45,4 |
| 5.      | 13 | Michela Ponza               | Włochy            | 1 (0+0+0+1) | 38:51,7 | +2:08,1 |
| 6.      | 12 | Liv Grete Poirée            | Norwegia          | 2 (1+0+0+1) | 39:03,4 | +2:19,8 |
| 7.      | 8  | Olga Nazarowa               | Białoruś          | 3 (0+0+2+1) | 39:09,7 | +2:26,1 |
| 8.      | 3  | Lilija Jefremowa            | Ukraina           | 3 (0+1+2+0) | 39:09,8 | +2:26,2 |
| 9.      | 11 | Liu Xianying                | Chiny             | 3 (0+2+1+0) | 39:25,3 | +2:41,7 |
| 10.     | 34 | Uschi Disl                  | Niemcy            | 4 (2+1+0+1) | 39:30,8 | +2:47,2 |
| 11.     | 22 | Katrin Apel                 | Niemcy            | 3 (0+1+0+2) | 39:38,9 | +2:55,3 |
| 12.     | 6  | Sandrine Bailly             | Francja           | 3 (0+1+0+2) | 39:39,4 | +2:55,8 |
| 13.     | 1  | Florence Baverel-Robert     | Francja           | 4 (1+1+1+1) | 39:57,6 | +3:14,0 |
| 14.     | 2  | Anna Carin Olofsson         | Szwecja           | 7 (1+2+1+3) | 40:06,1 | +3:22,5 |
| 15.     | 19 | Linda Tjørhom               | Norwegia          | 3 (0+0+1+2) | 40:19,8 | +3:36,2 |
| 16.     | 15 | Teja Gregorin               | Słowenia          | 2 (0+0+1+1) | 40:20,1 | +3:36,5 |
| 17.     | 24 | Kong Yingchao               | Chiny             | 3 (0+0+2+1) | 40:41,9 | +3:58,3 |
| 18.     | 23 | Tora Berger                 | Norwegia          | 2 (0+0+1+1) | 40:44,8 | +4:01,2 |
| 19.     | 9  | Olga Zajcewa                | Rosja             | 5 (1+2+2+0) | 40:49,0 | +4:05,4 |
| 20.     | 28 | Madara Līduma               | Łotwa             | 6 (1+0+3+2) | 40:50,8 | +4:07,2 |
| 21.     | 20 | Magdalena Gwizdoń           | Polska            | 3 (1+0+1+1) | 41:12,6 | +4:29,0 |
| 22.     | 21 | Sun Ribo                    | Chiny             | 7 (0+0+3+4) | 41:28,8 | +4:45,2 |
| 23.     | 41 | Natalia Lewczenkowa         | Mołdawia          | 1 (0+0+0+1) | 41:36,1 | +4:52,5 |
| 24.     | 39 | Kateřina Holubcová          | Czechy            | 2 (0+0+1+1) | 41:37,5 | +4:53,9 |
| 25.     | 5  | Ołena Zubryłowa             | Białoruś          | 8 (1+3+1+3) | 41:42,9 | +4:59,3 |
| 26.     | 14 | Delphyne Peretto            | Francja           | 3 (0+2+0+1) | 41:52,8 | +5:09,8 |
| 27.     | 18 | Diana Rasimovičiūtė         | Litwa             | 4 (1+1+1+1) | 41:56,3 | +5:12,7 |
| 28.     | 33 | Ekaterina Dafowska          | Bułgaria          | 6 (0+1+3+2) | 42:07,6 | +5:24,0 |
| 29.     | 37 | Jekatierina Iwanowa         | Białoruś          | 7 (0+2+4+1) | 42:15,5 | +5:31,9 |
| 30.     | 36 | Irina Nikułczina            | Bułgaria          | 7 (1+0+3+3) | 42:26,8 | +5:43,2 |
| 31.     | 31 | Tadeja Brankovič            | Słowenia          | 5 (1+1+1+2) | 42:42,1 | +5:58,5 |
| 32.     | 46 | Pawlina Filipowa            | Bułgaria          | 6 (0+1+2+3) | 43:04,5 | +6:20,9 |
| 33.     | 48 | Dana Plotogea               | Rumunia           | 3 (1+0+0+2) | 43:11,0 | +6:27,4 |
| 34.     | 30 | Sylvie Becaert              | Francja           | 3 (1+1+1+0) | 43:17,1 | +6:33,5 |
| 35.     | 43 | Zdeňka Vejnarová            | Czechy            | 4 (0+3+0+1) | 43:17,7 | +6:34,1 |
| 36.     | 32 | Lenka Faltusová             | Czechy            | 4 (1+1+1+1) | 43:22,5 | +6:38,9 |
| 37.     | 25 | Krystyna Pałka              | Polska            | 5 (2+1+1+1) | 43:26,5 | +6:42,9 |
| 38.     | 26 | Nathalie Santer             | Włochy            | 8 (3+1+3+1) | 43:31,6 | +6:48,0 |
| 39.     | 35 | Rachel Steer                | Stany Zjednoczone | 2 (0+0+1+1) | 43:32,8 | +6:49,2 |
| 40.     | 40 | Gro Marit Istad-Kristiansen | Norwegia          | 6 (2+2+1+1) | 43:41,5 | +6:57,9 |
| 41.     | 50 | Nina Łemesz                 | Ukraina           | 5 (1+2+1+1) | 43:48,6 | +7:05,0 |
| LAP     | 16 | Martina Halinárová          | Słowacja          | 8 (2+3+2+1) | —       | LAP     |
| LAP     | 27 | Soňa Mihoková               | Słowenia          | 8 (3+3+1+1) | —       | LAP     |
| LAP     | 29 | Marcela Pavkovčeková        | Słowacja          | 5 (2+1+1+1) | —       | LAP     |
| LAP     | 45 | Alexandra Rusu              | Rumunia           | 4 (2+0+0+2) | —       | LAP     |
| LAP     | 47 | Eveli Saue                  | Estonia           | 7 (1+1+3+2) | —       | LAP     |
| LAP     | 49 | Oksana Chwostenko           | Ukraina           | 4 (1+1+2+0) | —       | LAP     |
| LAP     | 51 | Ikuyo Tsukidate             | Japonia           | 7 (2+1+1+3) | —       | LAP     |
| LAP     | 52 | Anna Lebiediewa             | Kazachstan        | 6 (2+2+2+0) | —       | LAP     |
| LAP     | 55 | Dijana Grudiček             | Słowenia          | 8 (2+0+4+2) | —       | LAP     |
| LAP     | 56 | Magdalena Nykiel            | Polska            | 5 (0+3+1+1) | —       | LAP     |
| LAP     | 57 | Saskia Santer               | Włochy            | 7 (0+1+4+2) | —       | LAP     |
| LAP     | 58 | Radka Popowa                | Bułgaria          | 3 (0+1+0+2) | —       | LAP     |
| LAP     | 59 | Andreja Mali                | Słowenia          | 3 (1+1+1+0) | —       | LAP     |
| LAP     | 60 | Anžela Brice                | Łotwa             | 2 (0+0+1+1) | —       | LAP     |
| DNS     | 38 | Anna Murínová               | Słowacja          | — (2+2)     | —       | DNF     |
| DNS     | 42 | Ludmiła Anańka              | Białoruś          | — (2+3+3)   | —       | DNF     |
| DNS     | 53 | Katja Haller                | Włochy            | — (3+1+2)   | —       | DNF     |
| DNS     | 44 | Ołena Petrowa               | Ukraina           | —           | —       | DNS     |
| DNS     | 54 | Hou Yuxia                   | Chiny             | —           | —       | DNS     |